# Карл Вильгельм Гессен-Дармштадтский
Карл Вильгельм Гессен-Дармштадтский (нем. Karl Wilhelm von Hessen-Darmstadt; 17 июня 1693, Нидда — 17 мая 1707, Гисен) — принц Гессен-Дармштадтский.

## Биография
Карл Вильгельм — второй сын ландграфа Эрнста Людвига Гессен-Дармштадтского и его супруги Доротеи Шарлотты Бранденбург-Ансбахской, дочери маркграфа Альбрехта Бранденбург-Ансбахского.
Ландграф Эрнст Людвиг произвёл четырёхлетнего сына Карла Вильгельма в полковники нового Гессен-Дармштадтского районного полка. Спустя два года в Гисене, куда семья ландграфа была вынуждена бежать от французских войск, воспитание принца Карла Вильгельма было доверено Иоганну Конраду Диппелю.
13-летний Карл Вильгельм умер во время Войны за испанское наследство.